# Čelinac Gornji
Čelinac Gornji (szerbül: Челинац Горњи, régen Čelinac Srpski), település Bosznia-Hercegovinában, a Bosanska Krajina keleti részén, Čelinac községben, a Szerb Köztársaságban. 

## Fekvése
A település Bosznia-Hercegovina északi részén, Banja Lukától légvonalban 11, közúton 16 km-re délkeletre, községközpontjától légvonalban és közúton 2 km-re délnyugatra, a Vrbanja-folyó bal partján, 300-720 méteres tengerszint feletti magasságban fekszik. 

## Népessége

### A település népessége
| Nemzetiségi csoport | Népesség 1991 | Népesség 2013 |
| ------------------- | ------------- | ------------- |
| Szerb               | 504           | 516           |
| Bosnyák             | 0             | 0             |
| Horvát              | 3             | 3             |
| Jugoszláv           | 6             | 0             |
| Egyéb               | 0             | 1             |
| Összesen            | 513           | 520           |

## Története
A Vrbanja-folyó és Džombanski-patak összefolyása feletti Gradina nevű meredek sziklacsúcson a középkorban vár állt, melynek maradványai, különösen az egykori bejárat előtti négy mély bevágás, ma is láthatók.
A térség 1878-ig tartozott az Oszmán Birodalomhoz, ekkor a berlini kongresszus határozata alapján az Osztrák-Magyar Monarchia része lett. 1910-ben a Banja Luka-i járáshoz tartozó településen 98 háztartást és 717 ortodox lakost találtak. A monarchia szétesésével 1918-ban előbb a Szerb-Horvát-Szlovén Királyság, majd 1929-től a Jugoszláv Királyság része. 1921-ben a településnek 677 ortodox lakosa volt. Az 1929-es törvény értelmében, amikor Bosznia-Hercegovinát négy banovinára, Drinskára, Vrbaskára, Zetskára és Primorskára osztották, a település a Vrbaska banovina része lett, amelynek székhelye Banja Luka volt. Jugoszlávia megszállása után a Független Horvát Állam (NDH) része lett. A daytoni békeszerződést követő területfelosztásnál a település Čelinac község részeként a Szerb Köztársaság területéhez került. 

## Nevezetességei
- Középkori várának maradványai a Vrbanja-folyó bal partján, a Džombanski-patak torkolata feletti Gradina nevű meredek sziklacsúcson. A vár ellipszis alakú volt, melynek hosszabbik átmérőja 40 méter, a rövidebbik 15 méter volt. Az elkeskenyedő két végében egy-egy torony állt. Védművei közül ma is jól látszanak az egykori várkapu előtt a sziklába vájt mély bevágások.[3]